# Vogelkers-essenbos
Het vogelkers-essenbos (Pruno-Fraxinetum) is een associatie uit het verbond van els en vogelkers (Alno-Padion). Het is een bosplantengemeenschap die voorkomt op vlakke plaatsen langs beken en kleine rivieren, die onder invloed staan van kwelwater of min of meer regelmatig overstromen.
Ze wordt gekenmerkt door een zeer goed ontwikkelde en soortenrijke boom-, struik- en kruidlaag met voorjaarsbloeiers en ruigtekruiden in de zomer.
Deze associatie komt in Vlaanderen en Nederland verspreid maar vrij algemeen voor.

## Naamgeving en codering
| Pruno padi-Fraxinetum |

- Frans: Frênaie marécageuse
- Duits: Traubenkirschen-Erlen-Eschenwald
- Syntaxoncode voor Nederland (rVvN): r46Aa05
- BWK-karteringscodes: va, vf

De wetenschappelijke naam Pruno-Fraxinetum is afgeleid van de botanische namen van twee belangrijke soorten binnen deze associatie, de gewone vogelkers (Prunus padus) en de gewone es (Fraxinus excelsior).

## Fysiognomie
Het vogelkers-essenbos is een hoog opgaand loofbos met een duidelijke gelaagdheid. De boom- en struiklaag zijn goed ontwikkeld en soortenrijk, de kruidlaag kent net als bij het eiken-haagbeukenbos veel voorjaarsbloeiers. In de zomer gaan vooral ruigtekruiden die typerend zijn voor de klasse van nitrofiele zomen overheersen. Ook lianen zijn veelvuldig aanwezig.

## Ecologie
Het vogelkers-essenbos komt vooral voor op vlakke delen van beekdalen met invloed van kwel- of beekwater. De bodem bestaat meestal uit lemig zand, soms uit keileem of potklei, en is meestal eutroof en basenrijk. Aanrijking en bodemverjonging gebeurt onder de invloed van kwelwater, of door de regelmatige overstromingen. In de zomer ligt de bodemwaterspiegel tot wel 1,5 m onder het maaiveld, waardoor er geen veenvorming optreedt. Het bodemwater is niet lang stagnerend, maar stromend meestal lateraal. Sedimentatie is beperkt.

### Successie
Het vogelkers-essenbos ontwikkelt zich spontaan uit graslanden van het dotterbloem-verbond wanneer het beheer daarvan wegvalt. Het kan er mits terug opnemen van dat beheer naar terugkeren. Zo niet, dan zal het na verloop van tijd ontwikkelen naar een eiken-haagbeukenbos (Stellario-Carpinetum).

## Verspreiding
Het verspreidingsgebied van het vogelkers-essenbos strekt zicht uit over de laaglanden en heuvellanden van West- en Centraal-Europa.
In Nederland is het vogelkers-essenbos onder de voedselrijke bossen het meest verspreid. Ze is opvallend aanwezig in de IJsselvallei, en verder in alle beekdalen in Zuid-, Midden- en Oost-Nederland. In West-Nederland wordt het aangetroffen aan de binnenduinrand en langs de grote rivieren.
In Vlaanderen komt het vogelkers-essenbos verspreid voor over gans het gebied, met uitzondering van de Belgische kust, De Polders en de Kempen. Het zwaartepunt ervan ligt in de Leemstreek (vooral in Oost-Vlaanderen en Vlaams Brabant) en in de alluviale valleien langs kleinere waterlopen. 

## Diagnostische taxa voor Nederland en Vlaanderen

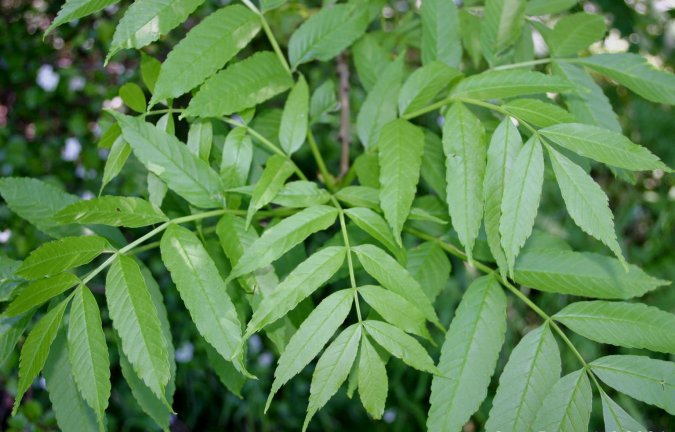
Gewone es

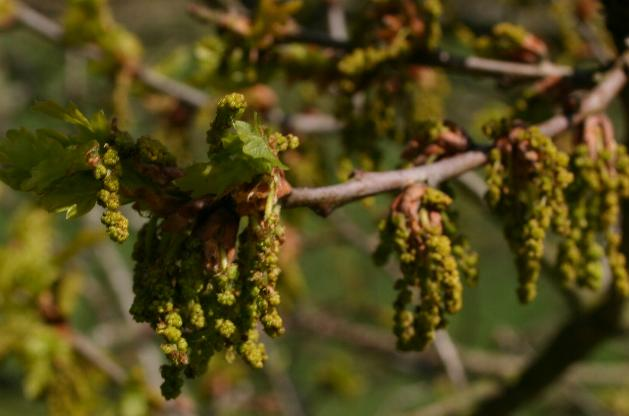
Zomereik

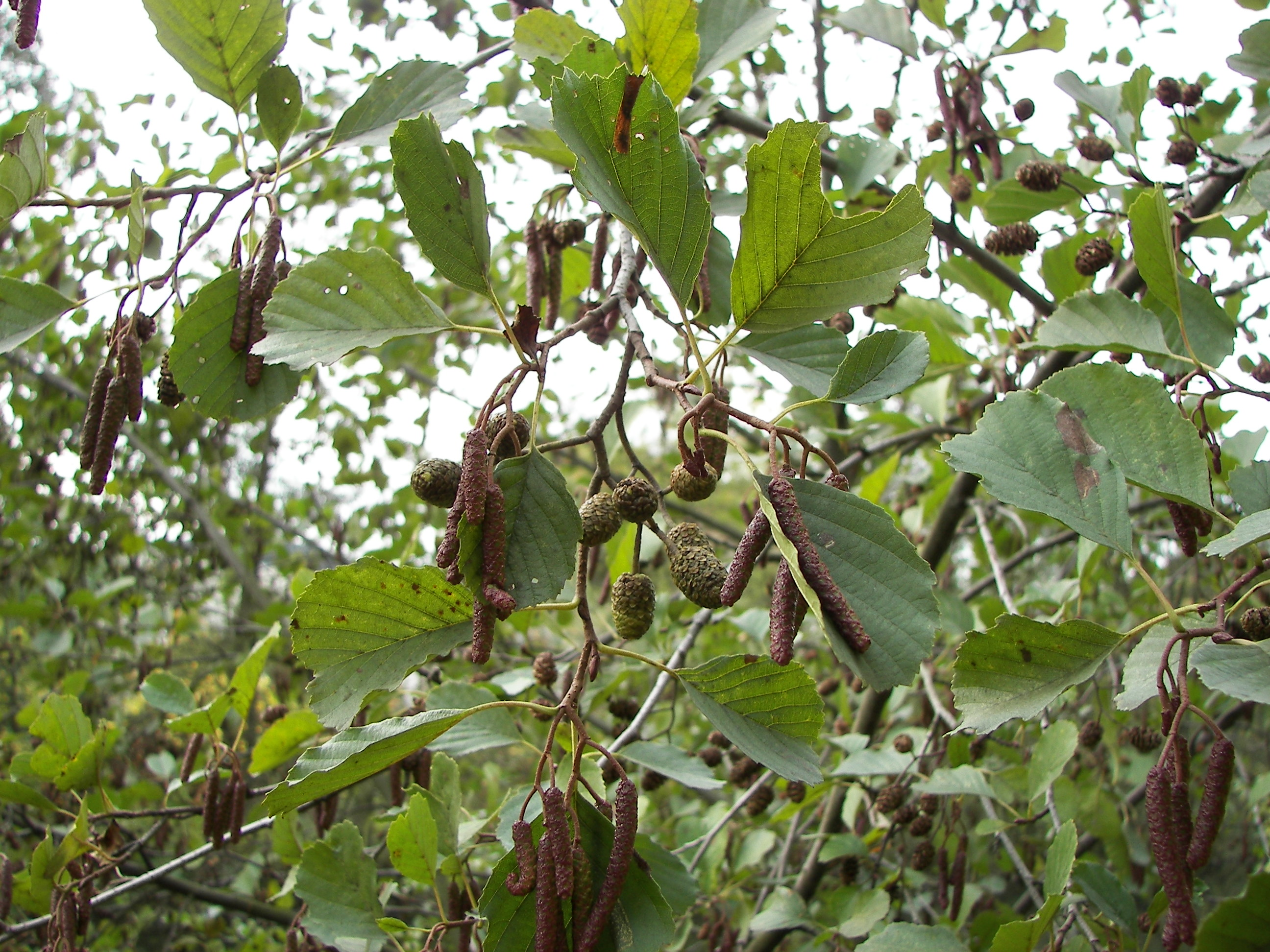
Zwarte els

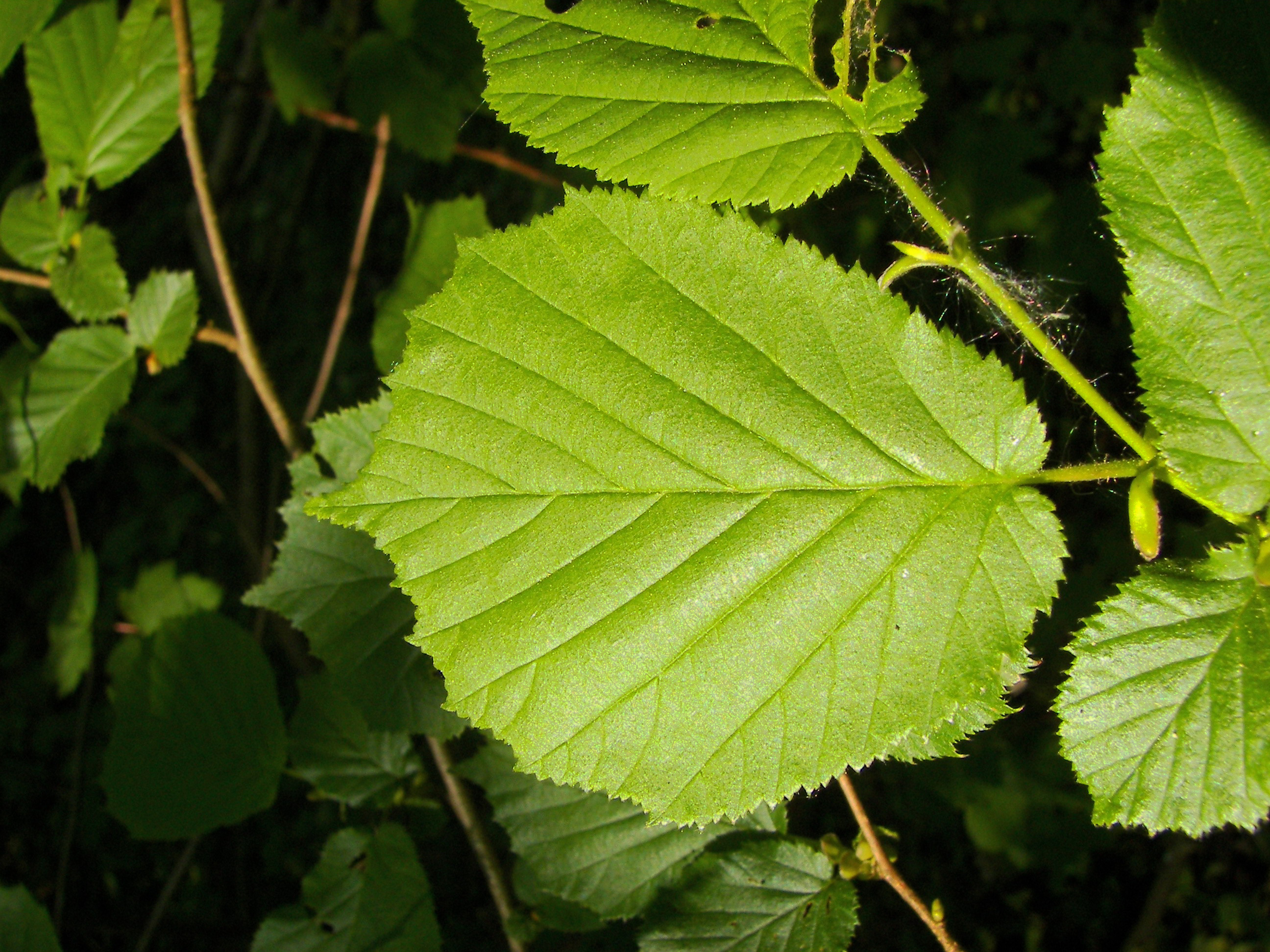
Hazelaar

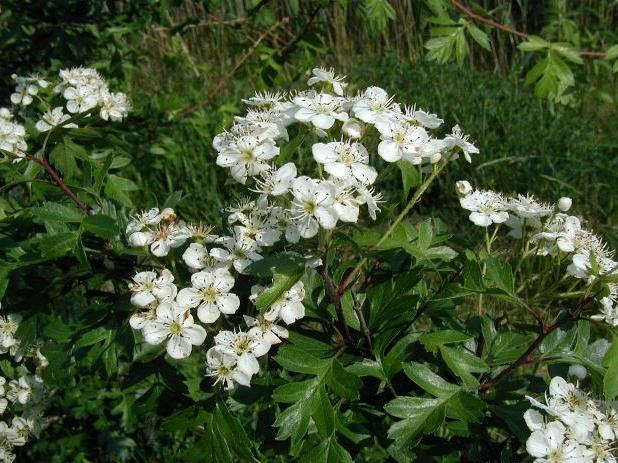
Eenstijlige meidoorn

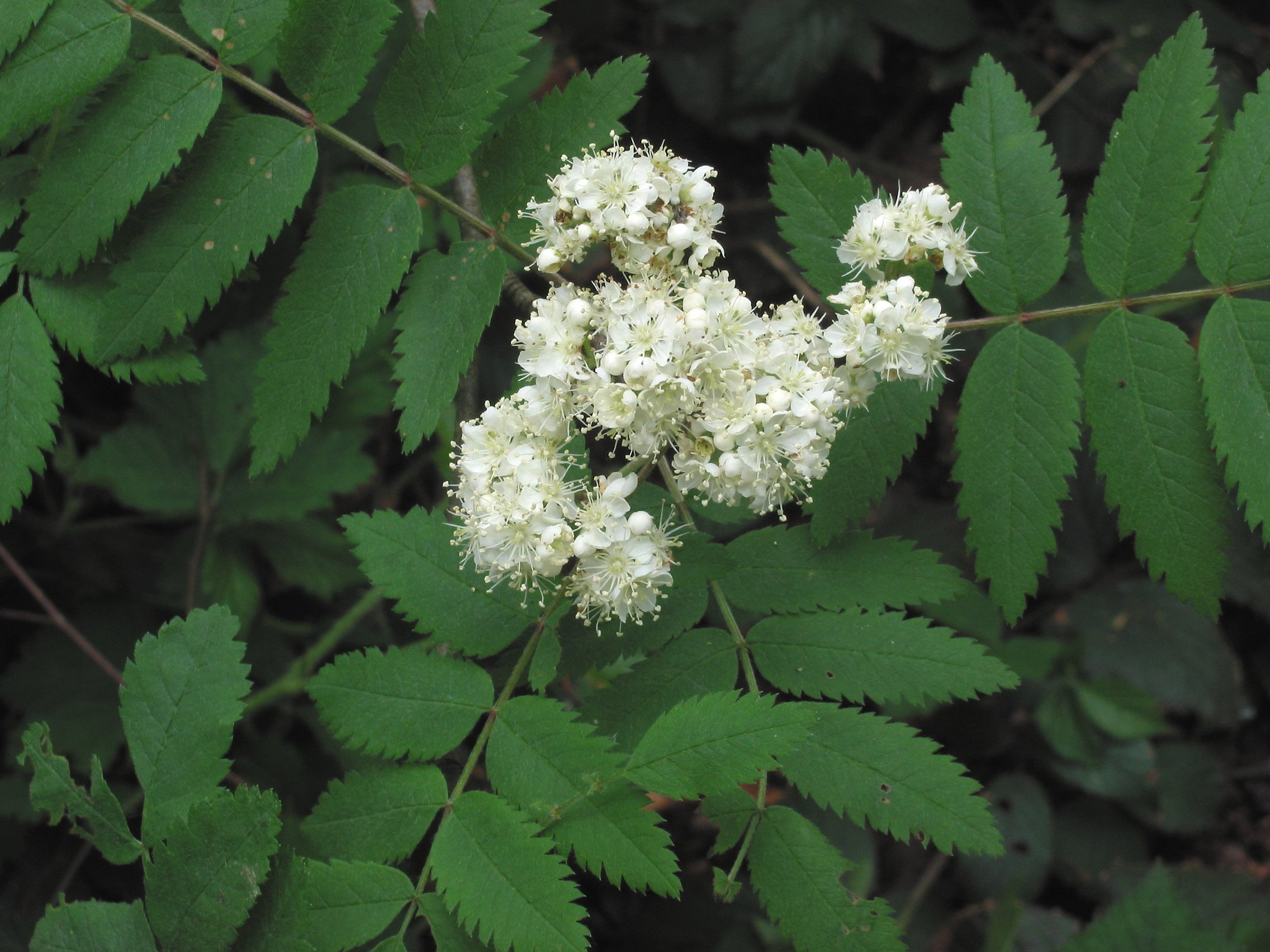
Wilde lijsterbes

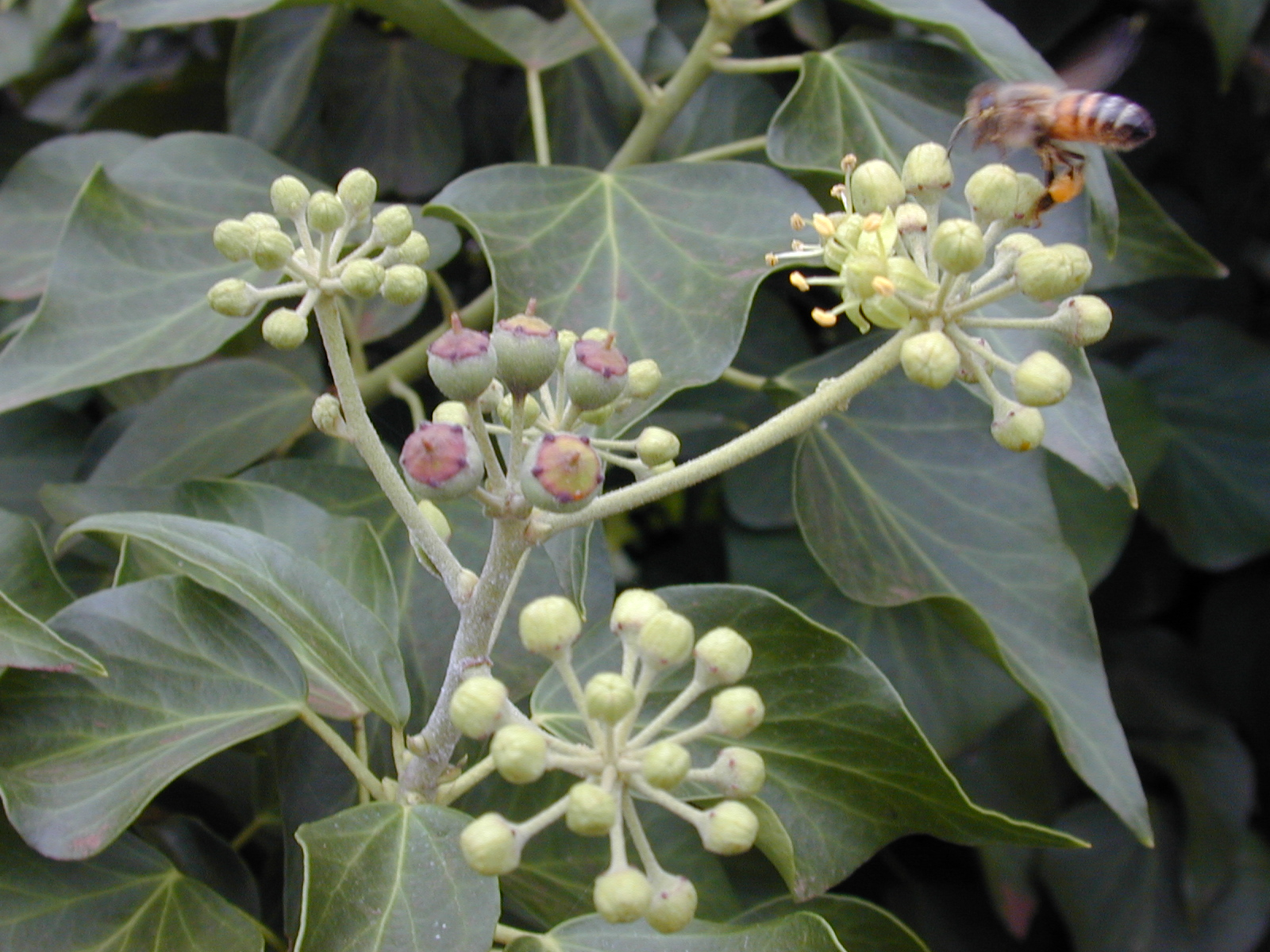
Klimop

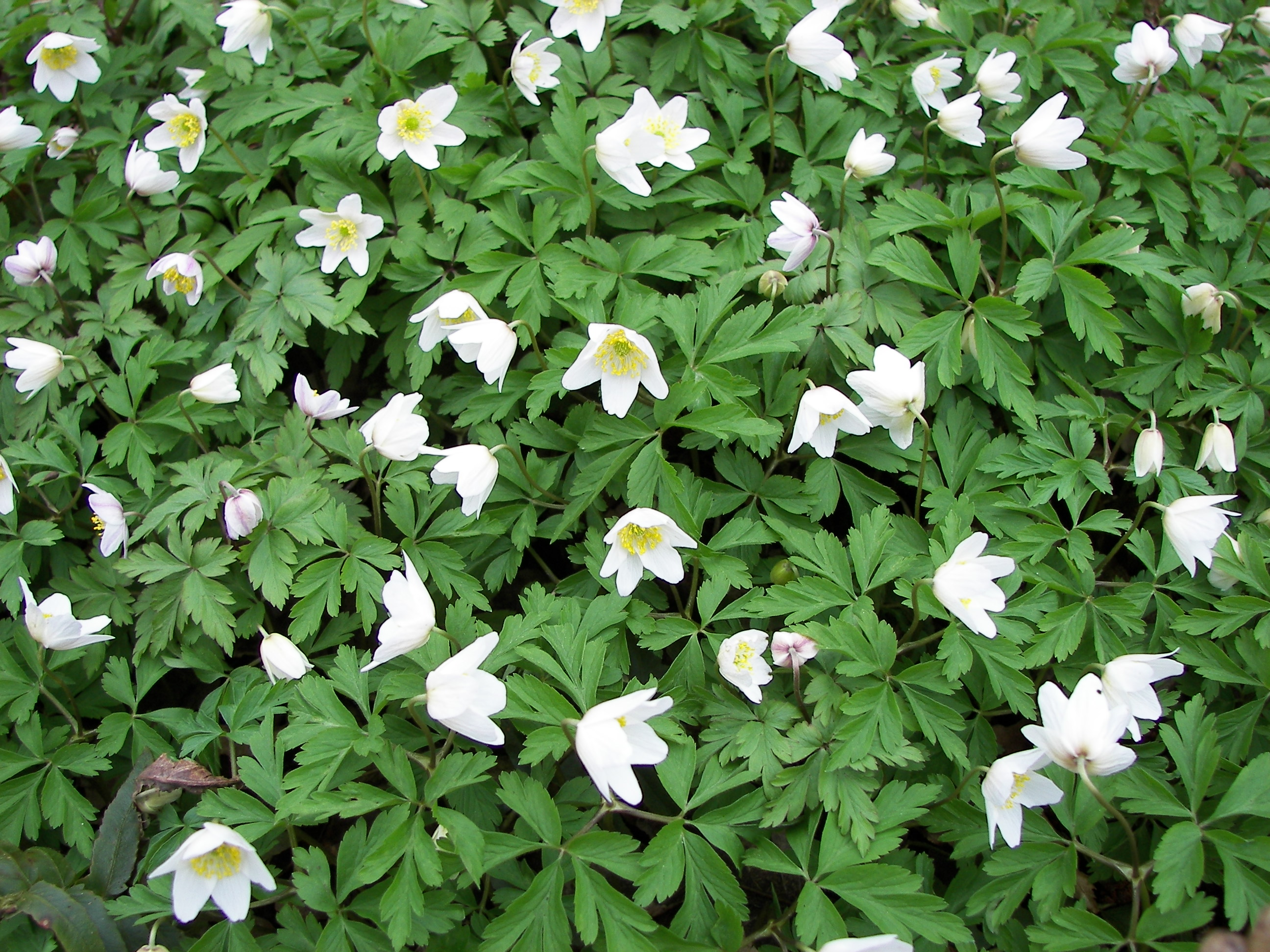
Bosanemoon

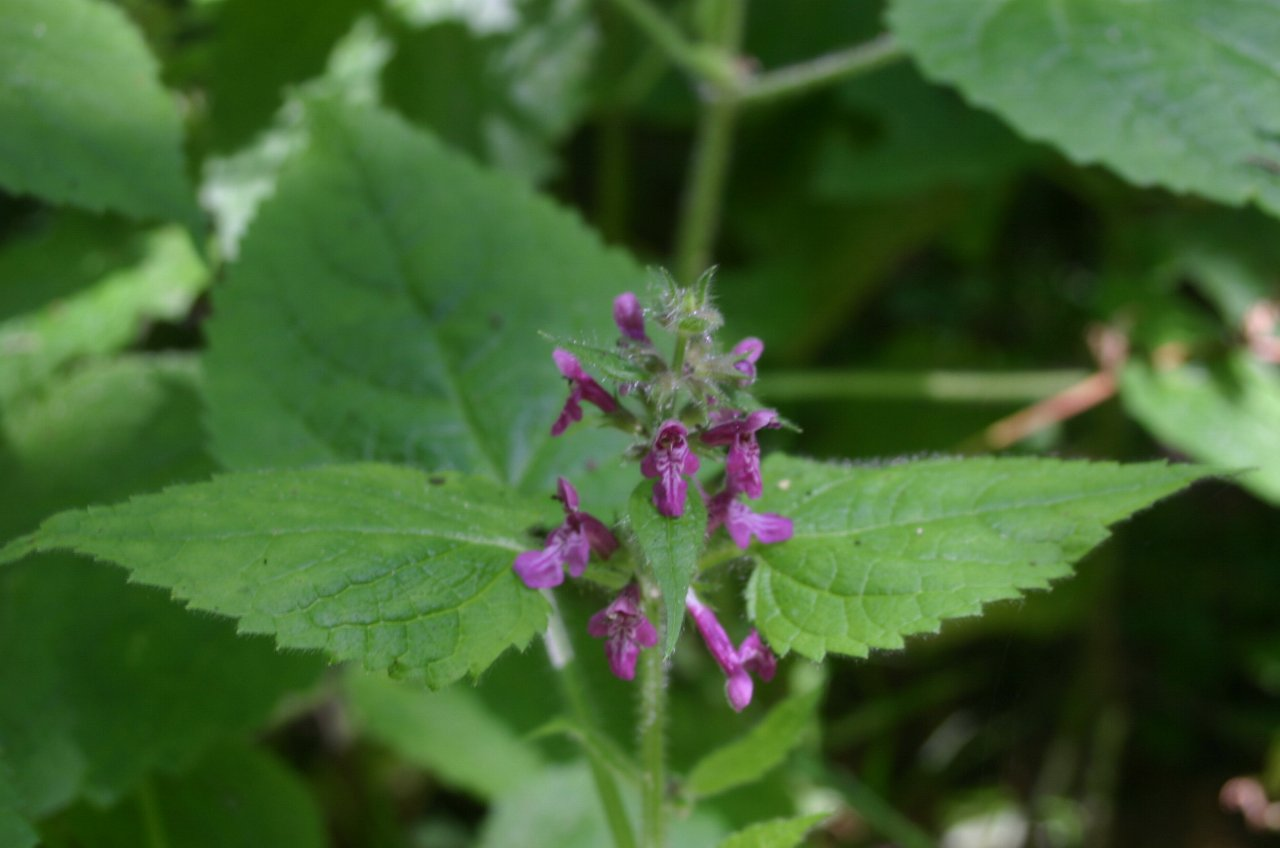
Bosandoorn

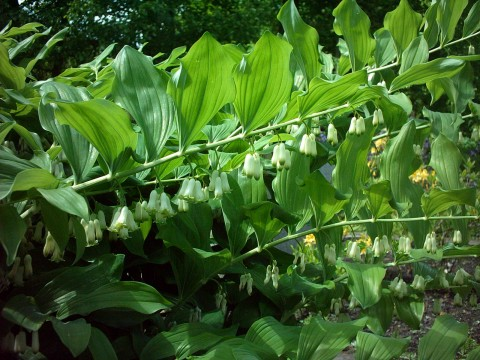
Gewone salomonszegel

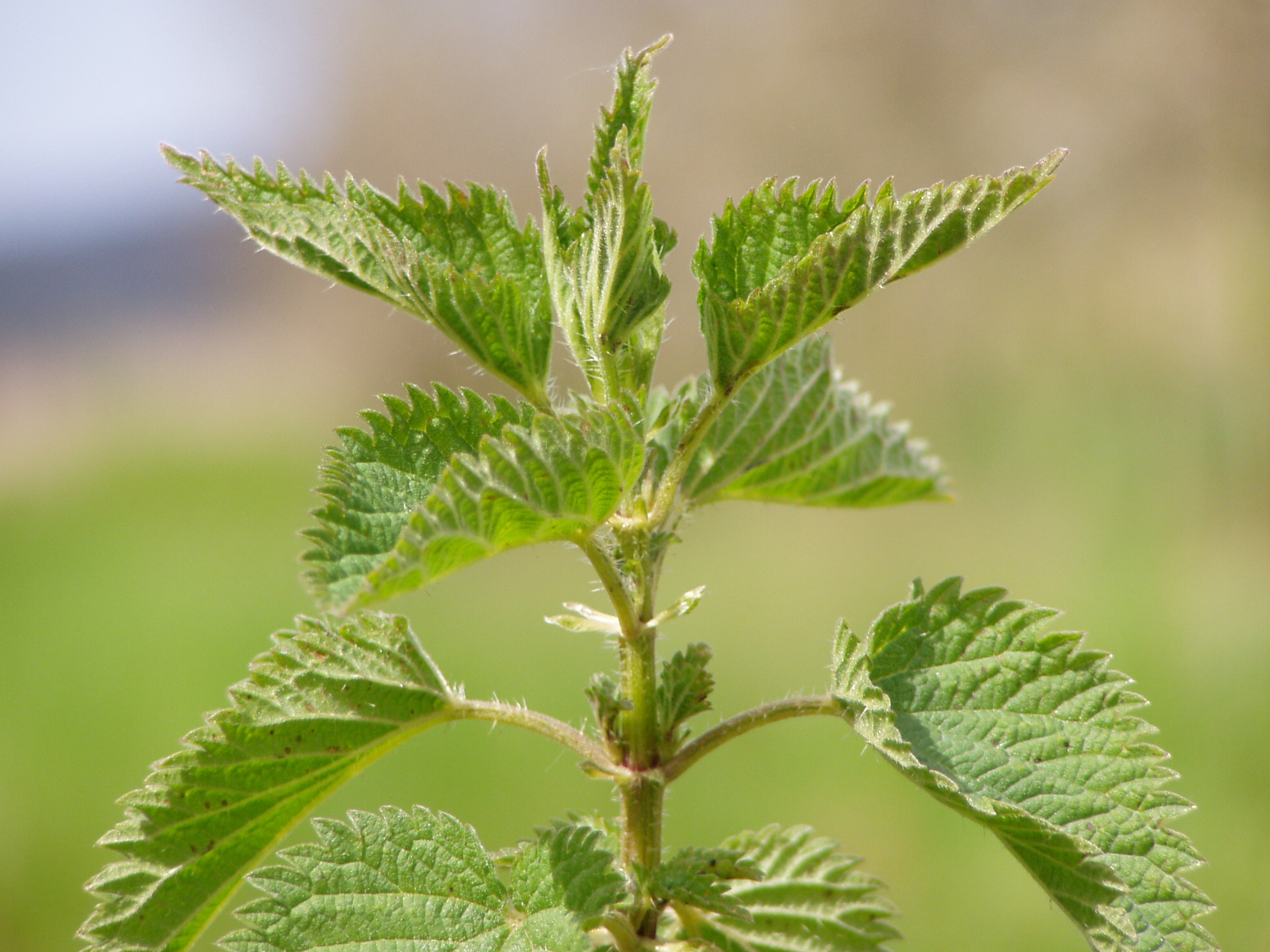
Grote brandnetel

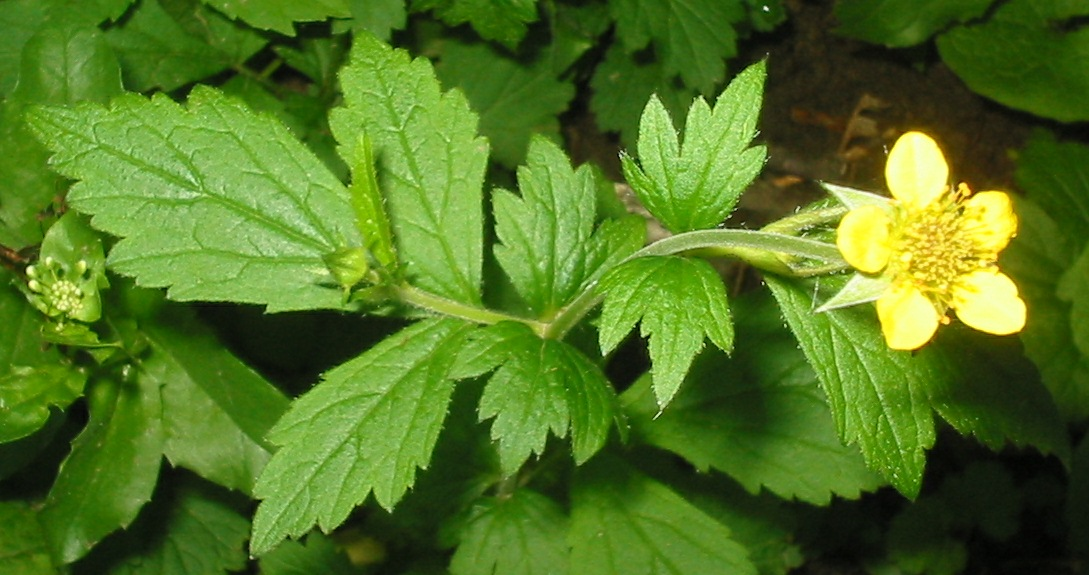
Geel nagelkruid

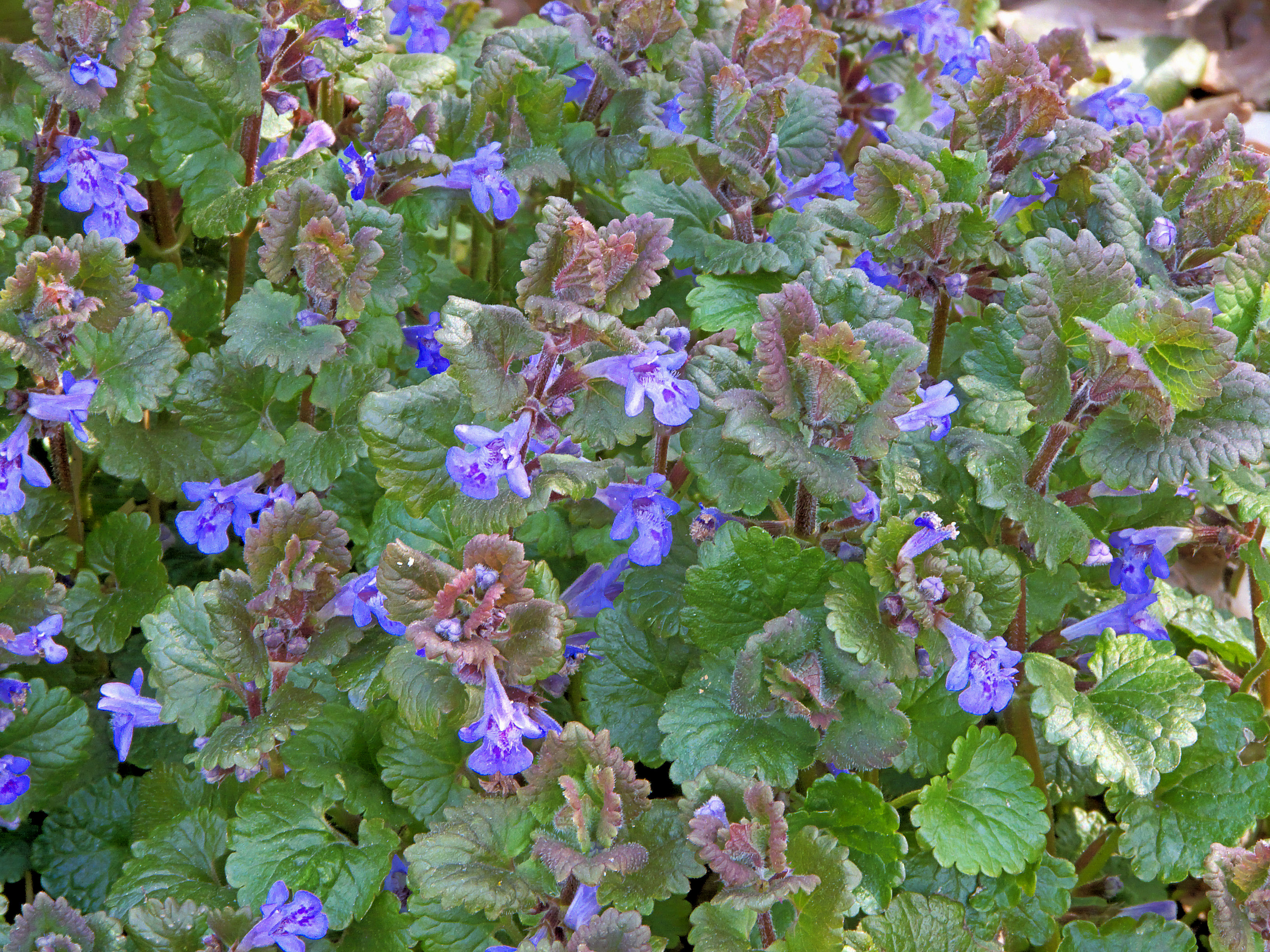
Hondsdraf

Het vogelkers-essenbos heeft in Vlaanderen en Nederland geen bruikbare kensoorten, het knikkend nagelkruid en de bosmuur zijn er te zeldzaam. 
In de boomlaag zijn de belangrijkste soorten gewone es, zomereik en zwarte els. De struiklaag bevat meestal hazelaar, eenstijlige meidoorn, wilde lijsterbes, Gelderse roos en gewone vogelkers. 
De ondergroei omvat de meeste kensoorten van de klasse, voornamelijk de klimop en de voorjaarsbloeiers bosanemoon, bosandoorn en gewone salomonszegel, en verder een aantal nitrofiele soorten als grote brandnetel, hondsdraf, kleefkruid en geel nagelkruid, wijzend op betrekkelijke voedselrijkdom in de bodem. 
Naast klimop komen ook de hop (plant) en wilde kamperfoelie als lianen voor. 
De moslaag is weinig ontwikkeld met gewoon sterrenmos als belangrijkste soort. 
De associatie kan onderscheiden worden van het sterk verwante goudveil-essenbos door de aanwezigheid van onder andere gewone vogelkers, gewone vlier en wilde kamperfoelie in de struiklaag, en ruwe smele, gewone salomonszegel, gewone braam, grote muur, rietgras en dalkruid in de kruidlaag. 
In de onderstaande tabel staan de belangrijkste diagnostische plantentaxa van het vogelkers-essenbos voor Nederland en Vlaanderen.
Boomlaag
| Kentaxon | Differentiërend taxon | Presentie | Triviale naam  | Botanische naam     | Opmerking |
| -------- | --------------------- | --------- | -------------- | ------------------- | --------- |
| kV       |                       | > 20%     | gewone esdoorn | Acer pseudoplatanus |           |
| kK       |                       | > 70%     | gewone es      | Fraxinus excelsior  |           |
| kK       |                       | > 20%     | zoete kers     | Prunus avium        |           |
|          |                       | > 60%     | zomereik       | Quercus robur       |           |
|          |                       | > 60%     | zwarte els     | Alnus glutinosa     |           |
|          |                       | > 20%     | beuk           | Fagus sylvatica     |           |

Struiklaag
| Kentaxon | Differentiërend taxon | Presentie | Triviale naam        | Botanische naam    | Opmerking                    |
| -------- | --------------------- | --------- | -------------------- | ------------------ | ---------------------------- |
| kV       | dA                    | > 40%     | gewone vogelkers     | Prunus padus       | t.o.v. het goudveil-essenbos |
| kK       |                       | > 30%     | aalbes               | Ribes rubrum       |                              |
|          |                       | > 70%     | hazelaar             | Corylus avellana   |                              |
|          |                       | > 50%     | eenstijlige meidoorn | Crataegus monogyna |                              |
|          |                       | > 50%     | wilde lijsterbes     | Sorbus aucuparia   |                              |
|          |                       | > 40%     | Gelderse roos        | Viburnum opulus    |                              |
|          |                       | > 30%     | wilde kardinaalsmuts | Euonymus europaeus |                              |
|          | dA                    | > 30%     | gewone vlier         | Sambucus nigra     | t.o.v. het goudveil-essenbos |
|          |                       | > 30%     | rode kornoelje       | Cornus sanguinea   |                              |
|          |                       | > 20%     | sleedoorn            | Prunus spinosa     |                              |

Kruidlaag
| Kentaxon | Differentiërend taxon | Presentie | Triviale naam        | Botanische naam                   | Opmerking                    |
| -------- | --------------------- | --------- | -------------------- | --------------------------------- | ---------------------------- |
| kA       |                       |           | knikkend nagelkruid  | Geum rivale                       |                              |
| kA       |                       |           | bosmuur              | Stellaria nemorum                 |                              |
| kV       |                       | > 30%     | reuzenzwenkgras      | Festuca gigantea                  |                              |
| kV       |                       | > 30%     | dagkoekoeksbloem     | Silene dioica                     |                              |
| kV       |                       | > 10%     | bloedzuring          | Rumex sanguineus                  |                              |
| kK       |                       | > 70%     | klimop               | Hedera helix                      |                              |
| kK       |                       | > 60%     | bosanemoon           | Anemone nemorosa                  |                              |
| kK       |                       | > 50%     | bosandoorn           | Stachys sylvatica                 |                              |
| kK       | dA                    | > 50%     | gewone salomonszegel | Polygonatum multiflorum           | t.o.v. het goudveil-essenbos |
| kK       |                       | > 40%     | schaduwgras          | Poa nemoralis                     |                              |
| kK       |                       | > 30%     | knopig helmkruid     | Scropularia nodosa                |                              |
| kK       |                       | > 30%     | groot heksenkruid    | Circaea lutetiana                 |                              |
| kK       |                       | > 30%     | gewoon speenkruid    | Ficaria verna                     |                              |
| kK       |                       | > 20%     | kruipend zenegroen   | Ajuga reptans                     |                              |
| kK       |                       | > 10%     | gevlekte aronskelk   | Arum maculatum                    |                              |
| kK       |                       | > 10%     | grote keverorchis    | Neottia ovata                     |                              |
| kK       |                       | > 10%     | gulden boterbloem    | Ranunculus auricomus              |                              |
| kK       |                       |           | zwartblauwe rapunzel | Phyteuma spicatum subsp. spicatum |                              |
|          |                       | > 70%     | grote brandnetel     | Urtica dioica                     |                              |
|          |                       | > 60%     | hondsdraf            | Glechoma hederacea                |                              |
|          | dA                    | > 60%     | ruwe smele           | Deschampsia cespitosa             | t.o.v. het goudveil-essenbos |
|          |                       | > 50%     | drienerfmuur         | Moehringia trinervia              |                              |
|          | dA                    | > 50%     | wilde kamperfoelie   | Lonicera periclymenum             | t.o.v. het goudveil-essenbos |
|          |                       | > 50%     | kleefkruid           | Galium aparine                    |                              |
|          |                       | > 50%     | geel nagelkruid      | Geum urbanum                      |                              |
|          |                       | > 40%     | zevenblad            | Aegopodium podagraria             |                              |
|          | dA                    | > 40%     | gewone braam         | Rubus fruticosus                  | t.o.v. goudveil-essenbos     |
|          |                       | > 40%     | robertskruid         | Geranium robertianum              |                              |
|          |                       | > 40%     | gewone hennepnetel   | Galeopsis tetrahit                |                              |
|          |                       | > 40%     | wijfjesvaren         | Athyrium filix-femina             |                              |
|          |                       | > 40%     | moerasspirea         | Filipendula ulmaria               |                              |
|          |                       | > 40%     | hop                  | Humulus lupulus                   |                              |
|          | dA                    | > 30%     | grote muur           | Stellaria holostea                | t.o.v. goudveil-essenbos     |
|          | dA                    |           | rietgras             | Phalaris arundinacea              | t.o.v. het goudveil-essenbos |
|          | dA                    |           | dalkruid             | Maianthemum bifolium              | t.o.v. het goudveil-essenbos |

Moslaag
| Kentaxon | Differentiërend taxon | Presentie | Triviale naam            | Botanische naam       | Opmerking |
| -------- | --------------------- | --------- | ------------------------ | --------------------- | --------- |
| kK       |                       | > 10%     | gerimpeld boogsterrenmos | Plagiomnium undulatum |           |
| kK       |                       | > 10%     | geplooid snavelmos       | Eurhynchium striatum  |           |
|          |                       | > 30%     | gewoon sterrenmos        | Mnium hornum          |           |
|          |                       | > 30%     | fijn laddermos           | Kindbergia praelonga  |           |

## Biologische Waarderingskaart
In de Biologische Waarderingskaart (BWK) van Vlaanderen en het Brussels Hoofdstedelijk Gewest staat deze associatie, samen met het verwante essen-iepenbos, bekend als alluviaal elzen-essenbos (va).
Het komt voor als volwaardige bossen in alluviale valleien op zware, matig vochtige to matig natte, lemige of zandlemige bodems en als lintvormig landschapselement langs bronbeken in de vorm van houtkanten. Deze bossen werden in het verleden dikwijls beheerd als hakhout, maar zijn tegenwoordig dikwijls ingeplant met canadapopulier.
Het alluviaal elzen-essenbos staat gewaardeerd als 'Biologisch zeer waardevol'.

## Fotogalerij

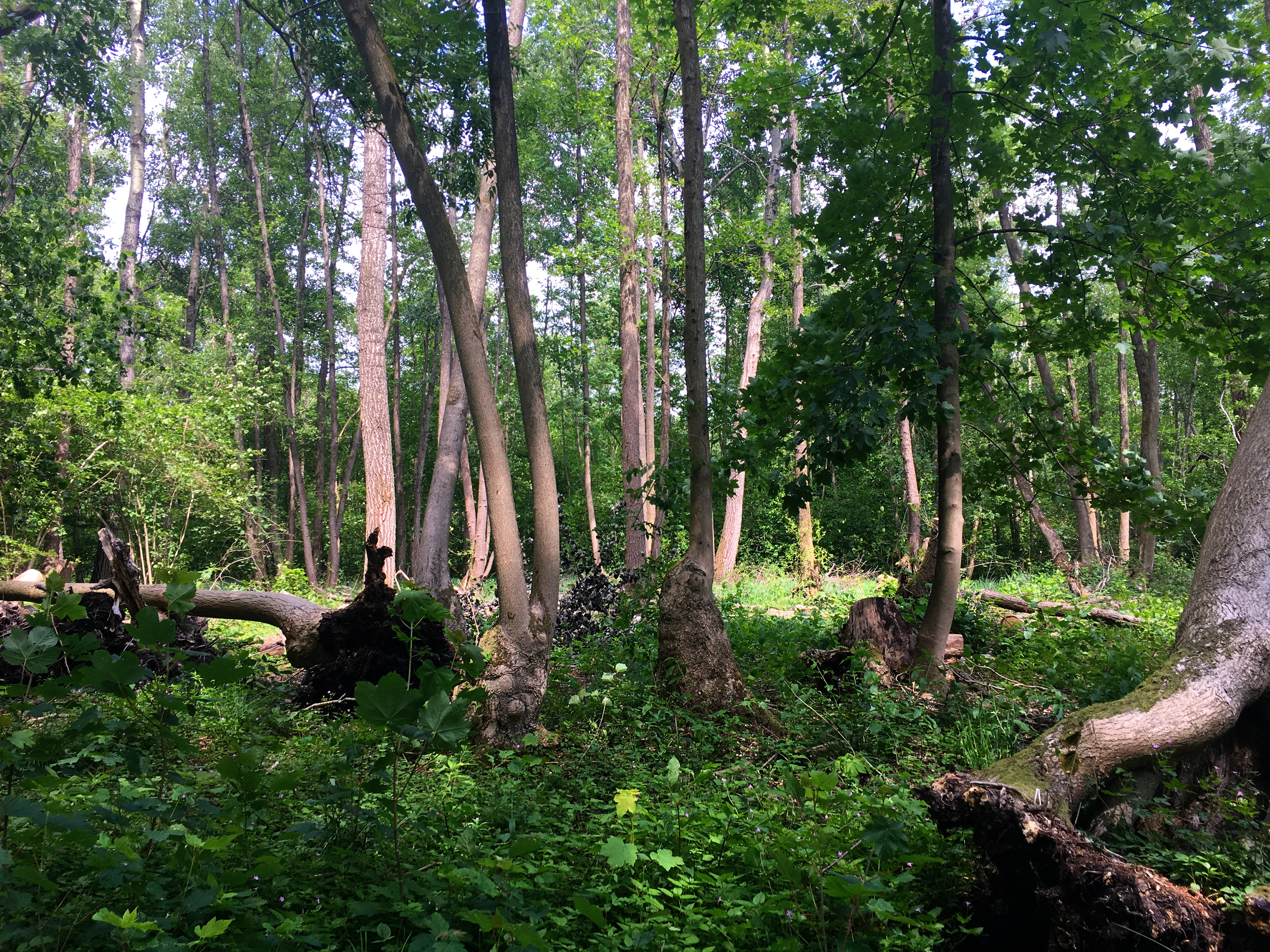
Een oud vogelkers-essenbos met een hakhoutverleden